# أداد شوما أصر
أداد شوما أصر هو ملك بابلي والملك ال32 لسلالة بابل الثالثة الكيشية، خلف الحكم من والده أداد شوما إيدينا وخلفه في الحكم إبنه ميلي شيباك الثاني، وحكم من سنة 1216 إلى 1187 ق م، أعاد قوة بلاد بابل بعد أن تمكن من طرد الآشوريين منها ولم يكتفي بذلك حيث بدأ يشن حرب واسعة على مدنهم.